# Stich-Meister
Stich-Meister ist ein Kartenspiel von Friedemann Friese, erschienen 2010 bei Amigo. Die grafische Gestaltung übernahm Lars-Arne „Maura“ Kalusky. Das Spiel erreichte beim „À-la-carte-Kartenspielpreis 2011“ den 2. Platz.

## Spielidee und Material
Stich-Meister ist vom Prinzip her ein klassisches Stichkartenspiel, jedoch werden vor jeder Runde die Trumpffarbe sowie einige Spiel- und Wertungsregeln neu bestimmt oder abgeändert. Gespielt wird, wie bei Stichspielen üblich, um Punkte.
Das Spielmaterial umfasst:
- 60 Stichkarten in vier Farben, jeweils mit den Werten 1–15
- 60 Regelkarten

Für die Gestaltung der Karten wurde ein japanisches Thema gewählt, die Spielkartenfarben sind Münzen (gelb), Koi (rot), Fächer (grün) und Torii (blau).

## Spielablauf
Zu Beginn eines Spiels werden die Regelkarten gemischt und jeder Spieler erhält drei Karten auf die Hand, die übrigen Regelkarten werden als verdeckter Stapel bereitgelegt. Als Nächstes werden die Stichkarten verdeckt gemischt und gleichmäßig an die Spieler verteilt. Nachdem die Spieler ihre Stichkarten angesehen haben, wählen sie aus ihren drei Regelkarten diejenige aus, die ihnen am geeignetsten erscheint. Die jeweils zwei verbleibenden Karten werden verdeckt abgelegt, sie werden in dem restlichen Spiel nicht mehr verwendet. Die gewählten Regelkarten werden von den Spielern gleichzeitig offen ausgelegt und bilden die Sonderregeln für die kommende Runde. Es gibt drei Arten von Regelkarten:
- Trumpfregeln bestimmen, welche Karten (Werte oder Farben) Trumpf sind. Liegen in einer Runde mehrere Trumpfregelkarten aus, bilden sie gemeinsam die Trumpffarbe. Liegen keine Trumpfregeln aus, gibt es in der Runde keine Trumpffarbe.
- Grundregeln beeinflussen den Spielablauf: Einige Karten ändern beispielsweise die Spielreihenfolge oder die Wertigkeit bestimmter Karten, andere verlangen etwa, einen gewonnenen Stich an einen Mitspieler abzugeben.
- Wertungsregeln bestimmen, für welche Karten es zusätzliche Punkte oder umgekehrt Punktabzüge gibt.

Es folgt das eigentliche Stichspiel. Sofern keine Grundregelkarten ausliegen, wird nach klassischen Regeln gespielt: Der Spieler zur Linken des Gebers spielt die erste Karte aus, anschließend legen die Mitspieler reihum ebenfalls eine Karte in den Stich. Die zuerst gespielte Farbe muss, wenn möglich, bedient werden (Farbzwang). Kann ein Spieler die angespielte Farbe nicht bedienen, darf er eine beliebige Karte abwerfen oder mit einer Trumpfkarte stechen. Bei einem Stich mit Trumpfkarten gewinnt der höchste Trumpf den Stich, bei einem Stich ohne Trumpfkarten die höchste Karte in der angespielten Farbe. Wer einen Stich bekommt, spielt den nächsten Stich an. Die Regelkarten können die Trumpfregeln sowie die Regeln für den Spielablauf allerdings erheblich verändern.
Wurden alle Stiche gespielt, folgt die Wertung für die Runde. Grundsätzlich zählt jeder Stich einen Punkt, ferner werden Bonus- und Minuspunkte entsprechend der Wertungsregeln gegeben.
Für die nächste Runde erhält jeder Spieler drei neue Regelkarten vom Stapel und wählt wiederum eine von ihnen aus. Die Stichkarten werden wieder gemischt und neu verteilt. Es werden insgesamt so viele Runden gespielt, wie Spieler teilnehmen. Wer bei Spielende die meisten Punkte hat, gewinnt das Spiel.

## Rezeption
Die Kritiken zu Stich-Meister fielen sehr unterschiedlich, zum überwiegenden Teil jedoch positiv aus. Allgemeines Lob gab es für die Qualität, die Gestaltung und den Umfang des Spielmaterials und auch die Grundidee mit den variablen Spielregeln empfanden viele Rezensenten als sehr reizvoll und interessant. Auf geteilte Meinungen stieß dagegen die Umsetzung dieses Konzepts: Durch den zum Teil sehr starken Einfluss mancher Regelkarten auf den Spielverlauf seien Planung und taktisches Vorgehen kaum möglich. Auch erfordere das Spiel eine gewisse Einarbeitungszeit und ein höheres Maß an Konzentration, um das bisweilen komplexe Zusammenspiel der Regelkarten verstehen zu können. Den Spielablauf empfanden einige Rezensenten letztlich als zu zufällig und frustrierend, um Spaß machen zu können, nach Meinung anderer würde ebendieses „Chaos“ zum Unterhaltungswert beitragen.
Bei der Wahl für den „À-la-carte-Kartenspielpreis 2011“ erreichte Stich-Meister den zweiten Platz, der erste Platz ging an 7 Wonders von Antoine Bauza.